# Färjestaden
Färjestaden è una città storica della Svezia, situata nella parte meridionale dell'isola di Öland, frazione di Mörbylånga.
Nel 2005 la sua popolazione ammontava a 4 636 abitanti.